# Berryz Kobo
Berryz Koubou eller Berryz Kobo (japanska: Berryz工房) var en japansk tjejgrupp inom idolagenturen Hello! Project. Gruppens namn kan översättas till svenska som "Bärenz Verkstad".

## Historia
2002 blev femton barn utvalda till Hello! Project Kids vars funktion var att börja som bakgrundsdansare och i mindre grupper i träning innan de skulle debutera själva.
2004 valdes åtta av de sexton barnen ut till att vara med i Berryz Koubou. Gruppens ide var ursprungligen att Berryz Koubou-medlemmar hela tiden skulle rotera mellan medlemmarna i Hello! Project Kids, men idén lades ner och medlemmarna förblev de samma. De åtta andra flickorna i Hello! Project Kids bildade sin egen grupp 2006 kallad C-ute.
Den 11 september 2005 blev det tillkännagivet att Maiha Ishimura skulle lämna Berryz Koubou och Hello! Project för att fokusera på sina studier. Hon tog examen från gruppen den 2 oktober samma år.
Den 2 augusti 2014 tillkännagav Berryz Koubou att de skulle ta ett avbrott från sina aktiviteter i gruppen på obestämd tid. Den 3 mars 2015 höll de sin sista konsert i Nippon Budokan.
Berryz Koubou var under sina aktiva år en av de största grupperna inom Hello! Project.

## Medlemmar
- Saki Shimizu, född 22 november 1991
- Momoko Tsugunaga, född 6 mars 1992
- Chinami Tokunaga, född 22 maj 1992
- Maasa Sudou, född 3 juli 1992
- Miyabi Natsuyaki, född 25 augusti 1992
- Yurina Kumai, född 3 augusti 1993
- Risako Sugaya, född 4 april 1994

## Tidigare medlemmar
- Maiha Ishimura, född 20 november 1992

## Diskografi

### Album
1. "1st Cho Berryz" (2004)
2. "Dai 2 Seichouki|Dai ② Seichouki" (2005)
3. "Special! Best Mini ~2.5 Maime no Kare~"(2005)
4. "3 Natsu Natsu Mini Berryz|③ Natsu Natsu Mini Berryz" (2006)
5. "4th Ai no Nanchara Shisuu" (2007)
6. "5(FIVE)" (2008)
7. "6th Otakebi album" (2010)
8. "7 Berryz Times" (2011)
9. "Ai no Album 8" (2012)
10. "Berryz Mansion 9 Kai" (2013)

### Singlar
1. "Anata Nashi dewa Ikite Yukenai" (2004)
2. "Fighting Pose wa Date Janai" (2004)
3. "Piriri to Yukou!" (2004)
4. "Happiness ~Kofuku Kangei!~" (2004)
5. "Koi no Jubaku" (2004)
6. "Special Generation" (2005)
7. "Nanchuu Koi wo Yatteru YOU KNOW?" (2005)
8. "21ji Made no Cinderella" (2005)
9. "Gag 100 kai bun Aishite Kudasai" (2005)
10. "Jiriri Kiteru" (2006)
11. "Waracchaou yo BOYFRIEND" (2006)
12. "Munasawagi Scarlet" (2006)
13. "VERY BEAUTY" (2007)
14. "Kokuhaku no Funsui Hiroba" (2007)
15. "Tsukiatteru no ni Kataomoi" (2007)
16. "Dschinghis Khan" (2008)
17. "Yuke Yuke Monkey Dance" (2008)
18. "Madayade" (2008)
19. "Dakishimete Dakishimete" (2009)
20. "Seishun Bus Guide/Rival" (2009)
21. "Watashi no Mirai no Danna-sama/Ryūsei Boy" (2009)
22. "Otakebi Boy Wao!/Tomodachi wa Tomodachi Nanda!" (2010)
23. "Maji Bomber!!" (2010)
24. "Shining Power" (2010)
25. "Heroine ni Narou ka!" (2011)
26. "Ai no Dangan" (2011)
27. "Aa, Yo ga Akeru" (2011)
28. "Be Genki (Naseba Naru!)" (2012)
29. "Cha Cha SING" (2012)
30. "WANT!" (2012)
31. "Asian Celebration" (2013)
32. "Golden Chinatown/Sayonara Usotsuki no Watashi" (2013)
33. "Motto Zutto Issho ni Itakatta/ROCK Erotic" (2013)
34. "Otona na no yo!/1-Oku 3-Senman sou Diet Oukoku" (2014)
35. "Ai wa Itsumo Kimi no Naka ni/Futsuu, Idol 10nen Yatterannai Desho!?" (2014)
36. "Romance wo Katatte/Towa no Uta" (2014)

## Media

### Radio
[2004-2015] Berryz Koubou Kiritsu! Rei! Chakuseki!

### TV
[2008-2015] Berikyuu! (Tillsammans med C-ute)